# Jean Folly
Jean Folly (Villarepos, 8 settembre 1810 – Friburgo, 24 maggio 1854) è stato un avvocato, giudice e politico svizzero.

## Biografia
Figlio di Claude Folly, agricoltore, e di Madeleine Pochon, frequentò il collegio Saint-Michel e la scuola di diritto a Friburgo dal 1832 al 1833 e l'Università di Friburgo in Brisgovia dal 1833 al 1834. Dopo la pratica presso Louis Fournier, nel 1836 ottenne la patente di avvocato. Rimase celibe tutta la vita. Sospettato di aver partecipato all'insurrezione radicale del 6 gennaio 1847, venne arrestato e tenuto in carcere fino ad aprile di quell'anno. Fu deputato radicale al Gran Consiglio friburghese per il Distretto di Lac dal 1847 al 1854, membro delle commissioni legislative civili e penali. Fu inoltre consigliere nazionale dal 1848 al 1851 e giudice federale dal 1848 al 1853. Fu anche consigliere di Stato dal 1849 al 1854, presiedendo il Dipartimento di giustizia, fu presidente del Consiglio di Stato dal 1851 al 1852 e redasse il Codice penale, il Codice di procedura civile e il Codice di commercio del Canton Friburgo.